# Umag
Umag (italsky Umago) je přístavní město, které leží v severozápadním cípu poloostrova Istrie, asi 30 km jižně od Terstu, v Istrijské župě Chorvatska. Jeho římskokatolická farnost náleží do diecéže Poreč–Pula. 

## Geografické členění
Město Umag sestává z 23 obcí. Jsou to:
- Babići
- Bašanija
- Katoro
- Čepljani
- Križine
- Finida
- Đuba
- Juricani
- Sveta Marija na Krasu
- Materada
- Kmeti)
- Monterol
- Crveni Vrh
- Murine
- Petrovija
- Savudrija
- Lovrečica
- Seget
- Umag
- Valica
- Vardica
- Vilanija
- Zakinji
- Zambratija

## Historie
Umag patří k poměrně starým evropským sídlům. Nejstarší písemná zmínka o starověké římské osadě pochází ze 7. století z Ravenny. O původu vypovídají také římské archeologické nálezy, jako je villa rustica. Vojenská osada tehdy nesla latinský název Humacum (Umacus) a šest kilometrů severně s ní sousedila vesnice Sipar (nynější Savudrija). 
Až do počátku 10. století sužovaly místní obyvatele nájezdy narentinských pirátů (sídlících v povodí řeky Neretvy). Poté se Umag postupně začlenil do Odoakarovy říše Ostrogótů a poté za vlády krále Theodoricha. Křesťanská obec se Stabilizovala v Byzantské říši. Období prosperity se střídala s epidemiemi moru a cholery. V 10. století obyvatelé Umagu vystavěli městské hradby, z nichž se dosud dochovaly zdi a jedna brána. Od roku 1180 město patřilo pod patriarchát v Aquileji a jeho prostřednictvím ke Gradu. Od roku 1269 bylo město začleněno do Benátské republiky. 
V roce 1797 byl Umag s ostatním územím Istrie připojen k Rakouskému císařství na základě smlouvy z Campo Formio. V roce 1805 celé území obsadila Napoleonova armáda a přidělila je Italskému království. V roce 1809 se v Umagu vylodili protifrancouzští povstalci z Koperu a z Rovinje pod vedením royalistického emigranta Jeana-Gabrielea Le Terriera, ale byli poraženi Napoleonovým vojskem přicházejícím z Terstu a Le Terrier byl popraven. Schönbrunnskou smlouvou byl pak Umag spolu se zbytkem Istrie přičleněn k Ilyrským provinciím a po porážce Napoleona v roce 1813 se opět vrátil do Rakouského císařství, zůstal zde až do jeho rozpadu v roce 1918. 
Již při rakouském sčítání lidu v roce 1910 se obyvatelstvo Umagu hlásilo převážně k italským rodilým mluvčím. Na konci první světové války bylo proto město spolu se zbytkem Istrie připojeno k Italskému království. Během voleb v roce 1921 byli obyvatelé Umagu vystaveni násilí a zastrašování squadristů z Poreče.
Od roku 1923 byl Umag součástí nově zřízené provincie Istria (Pula). V tomto období byl napojen na elektrické vedení a na istrijský akvadukt, což se dodnes připomíná jako historický okamžik. Ve druhé světové válce vypuklo po 8. září 1943 v Umagu lidové povstání, ale Umag nadále zůstal pod kontrolou nacistů, od nichž byl osvobozen 6. května 1945, k datu oslavovanému dodnes. Roku 1953 byl Umag připojen k Jugoslávii.

## Současnost
Město má dochované historické centrum, které leží na poloostrově mezi dvěma mělkými zálivy. Severní záliv funguje jako přístav s jachtařskou marinou. 
Nová část města se rozkládá na přilehlé pevnině.

## Doprava
Autobusová doprava město spojuje s Pulou, Terstem, Gradem, Akvilejí a Lublaní. Nejbližší letiště jsou v Pule a v Terstu.

## Památky

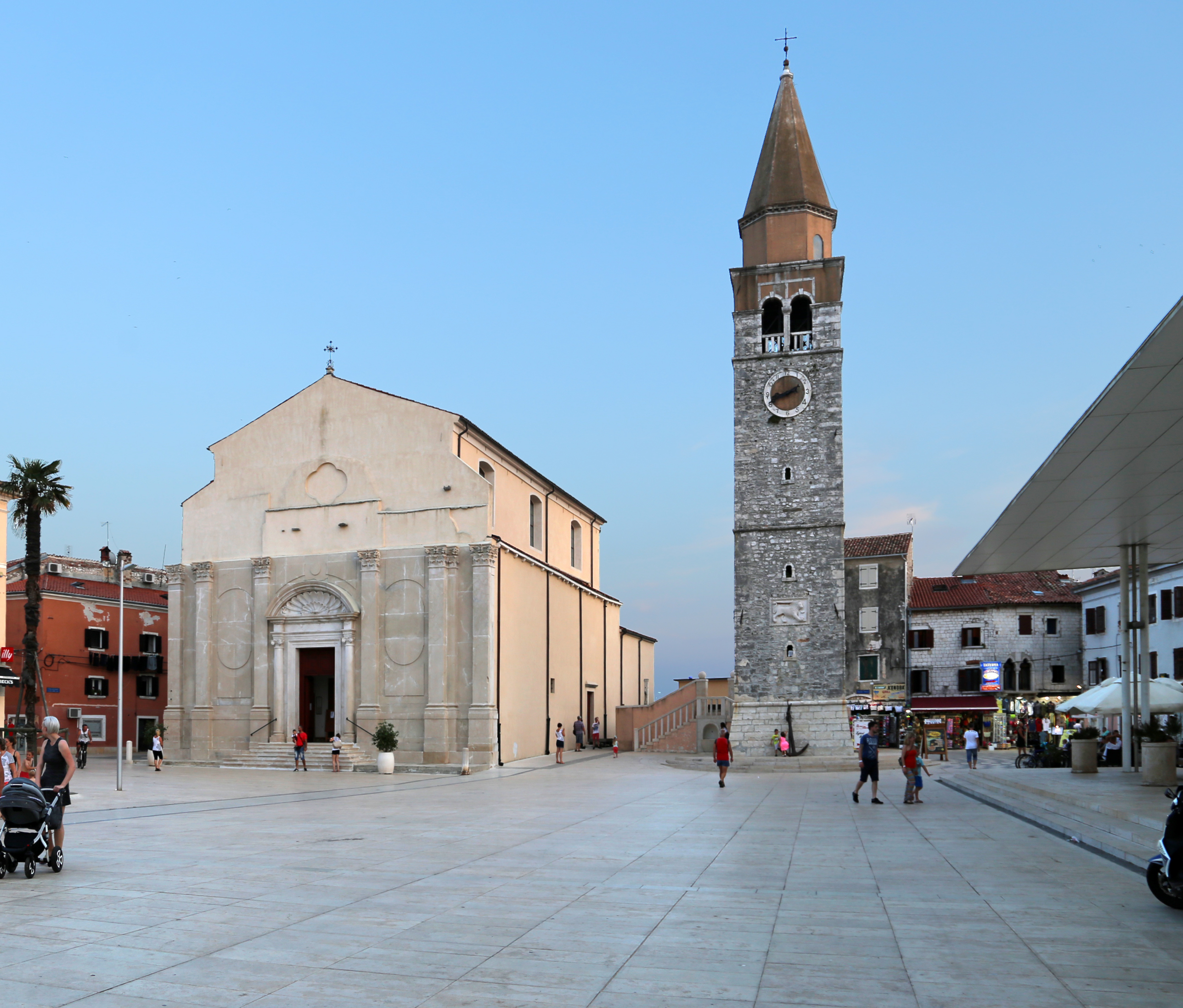
Kostel Panny Marie a sv. Peregrina

- Kostel Zvěstování Panny Marie a svatého Peregrina byl postaven na středověkých základech chrámu pobořeného v roce 1651, jako jednolodní halová stavba s kaplemi v postranních nikách, podle projektu architekta Filippa Dongettiho v letech 1730—1757, severně od gotické zvonice (kampanily) z 15. století, vysoké 33 metrů. Kostel má sedm mramorových oltářů svatých Petra, Martina, Antonína a Ukřižování s krucifixem od Palma il Giovane. fresky jsou připsány dílně Giuseppe Bernardina Bisona. Mramorové sochy sv. Pelegrina a sv. Nicefora na hlavním oltáři, vytesal je Antonio Bosi. Varhany z roku 1776 postavil Benátčan Francesco Dacci.
- San Giovanni della Corneta v Cresine (na pobřeží jižně od Umagu), archeologická lokalita ze 4.–1. století př. n. l.: skládá se z římské vily za kostelem sv. Jana. Měla vyhřívanou podlahu, římské lázně s cennými mozaikami a lis na olej. Při archeologickém výzkumu v roce 2008 bylo na 200 metrech čtverečních nalezeno devět místností římských staveb, keramické a stříbrné předměty a osobní předměty: kostěné jehly na dámské účesy a různé skleněné a keramické nádoby na vonné oleje, parfémy, a také vyhřívací kameny používané v lázních.
- Historické muzeum v biskupské věži

Panorama Umagu

## Sport
Město je známé ATP mezinárodním tenisovým turnajem mužů Croatia Open Umag, který se od roku 1990 hraje vždy v červenci.